# Calamus (peix)
Calamus és un gènere de peixos teleostis de la família dels espàrids.

## Taxonomia
- Calamus arctifrons
- Calamus bajonado
- Calamus brachysomus
- Calamus calamus
- Calamus campechanus
- Calamus cervigoni
- Calamus leucosteus
- Calamus mu
- Calamus nodosus
- Calamus penna
- Calamus pennatula
- Calamus proridens
- Calamus taurinus[2][3][4][5]